# Ljubljana Silverhawks
I Ljubljana Silverhawks sono una squadra di football americano di Lubiana, in Slovenia; fondati nel 2002, hanno vinto 6 campionati nazionali, e una Central European Football League.

## Dettaglio stagioni

### Tornei nazionali

#### Campionato

##### 1. SLAN
| Stagione | regular season | regular season | regular season | regular season | regular season | regular season | playoff | playoff | playoff | playoff | playoff | playoff   | playoff          |
|          | Vin            | Par            | Per            | Tot            | PF             | PS             | Vin     | Per     | Tot     | PF      | PS      | risultato | avversaria       |
| -------- | -------------- | -------------- | -------------- | -------------- | -------------- | -------------- | ------- | ------- | ------- | ------- | ------- | --------- | ---------------- |
| 2009-10  | 6              | 0              | 0              | 6              | 357            | 20             | 1       | 0       | 1       | 41      | 0       | Campioni  | Alp Devils       |
| 2011     | 6              | 0              | 0              | 6              | 276            | 92             | 1       | 0       | 1       | 29      | 19      | Campioni  | Zagreb Thunder   |
| 2012     | 6              | 0              | 0              | 6              | 175            | 14             | 1       | 0       | 1       | 23      | 10      | Campioni  | Maribor Generals |
| 2013     | -              | -              | -              | -              | -              | -              | 2       | 0       | 2       | 76      | 0       | Campioni  | Maribor Generals |
| 2016     | -              | -              | -              | -              | -              | -              | 2       | 0       | 2       | 76      | 6       | Campioni  | Alp Devils       |
| 2017     | -              | -              | -              | -              | -              | -              | 2       | 0       | 2       | 89      | 24      | Campioni  | Alp Devils       |
| Totale   | 18             | 0              | 0              | 18             | 808            | 126            | 9       | 0       | 9       | 334     | 59      |           |                  |

Fonti: Enciclopedia del Football - A cura di Roberto Mezzetti

##### AFL
| Stagione | regular season | regular season | regular season | regular season | regular season | regular season | playoff | playoff | playoff | playoff | playoff | playoff    | playoff       |
|          | Vin            | Par            | Per            | Tot            | PF             | PS             | Vin     | Per     | Tot     | PF      | PS      | risultato  | avversaria    |
| -------- | -------------- | -------------- | -------------- | -------------- | -------------- | -------------- | ------- | ------- | ------- | ------- | ------- | ---------- | ------------- |
| 2016     | 4              | 0              | 6              | 10             | 237            | 272            | 1       | 1       | 2       | 95      | 81      | Semifinale | Tirol Raiders |
| 2017     | 6              | 0              | 4              | 10             | 383            | 358            | 1       | 1       | 2       | 76      | 65      | Semifinale | Tirol Raiders |
| 2018     | 5              | 0              | 5              | 10             | 298            | 362            | 0       | 1       | 1       | 21      | 28      | Wild Card  | Graz Giants   |
| Totale   | 15             | 0              | 15             | 30             | 918            | 992            | 2       | 3       | 5       | 192     | 174     |            |               |

Fonti: Enciclopedia del Football - A cura di Roberto Mezzetti

##### 2. SLAN
| Stagione | regular season | regular season | regular season | regular season | regular season | regular season | playoff | playoff | playoff | playoff | playoff | playoff       | playoff              |
|          | Vin            | Par            | Per            | Tot            | PF             | PS             | Vin     | Per     | Tot     | PF      | PS      | risultato     | avversaria           |
| -------- | -------------- | -------------- | -------------- | -------------- | -------------- | -------------- | ------- | ------- | ------- | ------- | ------- | ------------- | -------------------- |
| 2016     | 4              | 0              | 0              | 4              | 106            | 24             | -       | -       | -       | -       | -       | Campioni      | -                    |
| 2017     | 3              | 0              | 0              | 3              | 118            | 27             | 0       | 1       | 1       | ?       | ?       | Secondo posto | Žalec Gold Diggers   |
| 2018     | 1              | 0              | 2              | 3              | 26+?           | 35+?           | 0       | 1       | 1       | 14      | 28      | Quarto posto  | Murska Sobota Storks |
| Totale   | 8              | 0              | 2              | 10             | 250+?          | 86+?           | 0       | 2       | 2       | 14+?    | 28+?    |               |                      |

Fonti: Enciclopedia del Football - A cura di Roberto Mezzetti

### Tornei internazionali

#### IFAF Europe Champions League
| Stagione | regular season | regular season | regular season | regular season | regular season | regular season | playoff | playoff | playoff | playoff | playoff | playoff   | playoff    |
|          | Vin            | Par            | Per            | Tot            | PF             | PS             | Vin     | Per     | Tot     | PF      | PS      | risultato | avversaria |
| -------- | -------------- | -------------- | -------------- | -------------- | -------------- | -------------- | ------- | ------- | ------- | ------- | ------- | --------- | ---------- |
| 2015     | 1              | 0              | 1              | 2              | 71             | 40             | -       | -       | -       | -       | -       | -         | -          |
| Totale   | 1              | 0              | 1              | 2              | 71             | 40             | -       | -       | -       | -       | -       |           |            |

Fonti: Enciclopedia del Football - A cura di Roberto Mezzetti

##### Central European Football League
| Stagione | regular season | regular season | regular season | regular season | regular season | regular season | playoff | playoff | playoff | playoff | playoff | playoff    | playoff        |
|          | Vin            | Par            | Per            | Tot            | PF             | PS             | Vin     | Per     | Tot     | PF      | PS      | risultato  | avversaria     |
| -------- | -------------- | -------------- | -------------- | -------------- | -------------- | -------------- | ------- | ------- | ------- | ------- | ------- | ---------- | -------------- |
| 2014     | 4              | 0              | 2              | 6              | 194            | 109            | 0       | 1       | 1       | 17      | 27      | CEFL Bowl  | Beograd Vukovi |
| 2015     | 2              | 0              | 1              | 3              | 93             | 58             | 0       | 1       | 1       | 14      | 21      | Semifinale | Beograd Vukovi |
| 2016     | 1              | 0              | 1              | 2              | 46             | 35             | -       | -       | -       | -       | -       | -          | -              |
| Totale   | 7              | 0              | 4              | 11             | 333            | 202            | 0       | 2       | 2       | 31      | 48      |            |                |

Fonti: Enciclopedia del Football - A cura di Roberto Mezzetti

## Palmarès
- 6 SloBowl (2009-10, 2011, 2012, 2013, 2016, 2017)
- 1 Campionato sloveno di secondo livello (2016)
- 1 CEFL Bowl (2012)
- 2 HFFL (2012, 2014)